# Stefano Pioli
Stefano Pioli (20. říjen 1965, Parma, Itálie) je fotbalový trenér a bývalý italský fotbalový obránce. Od sezony 2025/26 vede italskou Fiorentinu.
Jako hráč vyhrál s Juventusem titul (1985/86), Pohár PMEZ 1984/85, Superpohár UEFA 1984 a Interkontinentální pohár 1985. Jako trenér se stal s Milánem mistr ligy (2021/22).

## Hráčská kariéra

### Klubová
Kariéru začal v Parmě, kde hrál od roku 1979 v mládežnických kategoriích. Od roku 1982 hrál za dospělé a odehrál za dva roky 42 utkání ve 3. lize. V roce 1984 jako 18letý přestoupil do mistrovského Juventusu. Ve svých 18 letech a 335 dnech je stále nejmladším hráčem klubu, který debutoval v nejvyšší evropské klubové soutěži (tehdy Pohár PMEZ).  Za Bianconeri hrál tři roky a odehrál za ně celkem 62 utkání a vstřelil jednu branku. Když odcházel byl mistr ligy (1985/86), vyhrál Pohár PMEZ 1984/85, Superpohár UEFA 1984 a Interkontinentální pohár 1985.
V roce 1987 byl prodán do Verony , kde odehrál dvě sezony. Poté odešel do Fiorentiny kde odehrál 6 sezon z toho jednu odehrál ve 2. lize. S klubem se probojoval do finále Poháru UEFA 1989/90, jenže finále prohrál s Juventusem. Dne 6. listopadu 1994, během utkání proti Bari utrpěl kardio-respirační zástavu, kvůli které musel být na několik dní hospitalizován. Celkem za fialky odehrál 189 utkání a vstřelil jednu branku.
V roce 1995 odešel do Padovy, kde odehrál do listopadu 1996 jen 4 zápasy. Od sezony 1996/97 do 1998/99 odehrál každou sezonu za jiný tým a poté ukončil fotbalovou kariéru.

### Reprezentační
Za reprezentaci Itálie U21 odehrál v letech 1985 až 1987 9 utkání.

## Hráčská statistika
| Sezóna               | Klub                 | Liga                 | Liga   | Liga | Ligové poháry | Ligové poháry | Ligové poháry | Kontinentální poháry | Kontinentální poháry | Kontinentální poháry | Celkem | Celkem |
| Sezóna               | Klub                 | Soutěž               | Zápasy | Góly | Soutěž        | Zápasy        | Góly          | Soutěž               | Zápasy               | Góly                 | Zápasy | Góly   |
| -------------------- | -------------------- | -------------------- | ------ | ---- | ------------- | ------------- | ------------- | -------------------- | -------------------- | -------------------- | ------ | ------ |
| 1982/83              | Parma                | Serie C1             | 10     | 0    | -             | 0             | 0             | -                    | 0                    | 0                    | 10     | 0      |
| 1983/84              | Parma                | Serie C1             | 32     | 1    | IP            | 5             | 0             | -                    | 0                    | 0                    | 37     | 1      |
| Celkem za Parmu      | Celkem za Parmu      | Celkem za Parmu      | 42     | 1    | -             | 5             | 0             | -                    | 0                    | 0                    | 47     | 1      |
| 1984/85              | Juventus             | Serie A              | 14     | 0    | IP            | 7             | 1             | PMEZ+ES              | 3+0                  | 0                    | 24     | 1      |
| 1985/86              | Juventus             | Serie A              | 14     | 0    | IP            | 3             | 0             | PMEZ+Int.            | 4+1                  | 0                    | 22     | 0      |
| 1986/87              | Juventus             | Serie A              | 7      | 0    | IP            | 3             | 0             | PMEZ                 | 1                    | 0                    | 11     | 0      |
| Celkem za Juventus   | Celkem za Juventus   | Celkem za Juventus   | 35     | 0    | -             | 13            | 1             | -                    | 8                    | 0                    | 56     | 1      |
| 1987/88              | Verona               | Serie A              | 10     | 0    | IP            | 3             | 0             | PU                   | 1                    | 0                    | 14     | 0      |
| 1988/89              | Verona               | Serie A              | 32     | 0    | IP            | 10            | 0             | -                    | 0                    | 0                    | 42     | 0      |
| Celkem za Veronu     | Celkem za Veronu     | Celkem za Veronu     | 42     | 0    | -             | 13            | 0             | -                    | 1                    | 0                    | 56     | 0      |
| 1989/90              | Fiorentina           | Serie A              | 26     | 1    | IP            | 3             | 0             | PU                   | 10                   | 6                    | 39     | 1      |
| 1990/91              | Fiorentina           | Serie A              | 14     | 0    | IP            | 0             | 0             | -                    | 0                    | 0                    | 14     | 0      |
| 1991/92              | Fiorentina           | Serie A              | 30     | 0    | IP            | 4             | 0             | -                    | 0                    | 0                    | 34     | 0      |
| 1992/93              | Fiorentina           | Serie A              | 31     | 0    | IP            | 3             | 0             | -                    | 0                    | 0                    | 34     | 0      |
| 1993/94              | Fiorentina           | Serie B              | 31     | 0    | IP            | 5             | 0             | -                    | 0                    | 0                    | 36     | 0      |
| 1994/95              | Fiorentina           | Serie A              | 24     | 0    | IP            | 6             | 0             | -                    | 0                    | 0                    | 30     | 0      |
| Celkem za Fiorentinu | Celkem za Fiorentinu | Celkem za Fiorentinu | 154    | 1    | -             | 21            | 0             | -                    | 10                   | 0                    | 185    | 1      |
| 1995/96              | Padova               | Serie A              | 1      | 0    | IP            | 0             | 0             | -                    | 0                    | 0                    | 1      | 0      |
| 1996                 | Padova               | Serie B              | 3      | 0    | IP            | 1             | 0             | -                    | 0                    | 0                    | 4      | 0      |
| Celkem za Padovu     | Celkem za Padovu     | Celkem za Padovu     | 4      | 0    | -             | 1             | 0             | -                    | 0                    | 0                    | 5      | 0      |
| 1996/97              | Pistoiese            | Serie C1             | 14     | 1    | -             | 0             | 0             | -                    | 0                    | 0                    | 14     | 1      |
| 1997/98              | Fiorenzuola          | Serie C1             | 21     | 0    | -             | 0             | 0             | -                    | 0                    | 0                    | 21     | 0      |
| 1998/99              | Colorno              | Eccellenza           | 20     | 3    | -             | 0             | 0             | -                    | 0                    | 0                    | 20     | 3      |
| Celkově              | Celkově              | Celkově              | 334    | 6    | -             | 53            | 1             | -                    | 19                   | 0                    | 406    | 7      |

## Hráčské úspěchy

### Národní
- vítěz 1. italské ligy (1x)

Juventus: 1985/86
- vítěz 2. italské ligy (1x)

Fiorentina: 1993/94
- vítěz 3. italské ligy (1x)

Parma: 1983/84

### Kontinentální
- vítěz Poháru PMEZ (1x)

Juventus: 1984/85
- vítěz Superpoháru UEFA (1x)

Juventus: 1984
- vítěz Interkontinentálního poháru (1x)

Juventus: 1985

## Trenérská kariéra
V červnu 2003 debutoval v druholigové Salernitaně, kterou zachránil v soutěži. V následující sezoně byl v Modeně. V první sezóně skončil na 7. místě a v druhé sezoně byl sice odvolán, ale po 3 kolech se opět vrátil a skončil na 5. místě a dostal se do semifinále play off. Na sezonu 2006/07 přijal nabídku prvoligové Parmy. Klub vedl i v Poháru UEFA, jenže špatné výsledky donutilo vedení klubu jej v únoru nahradit Ranierim.
Sezonu 2007/08 začal v Grossetu, kterou zachránil ve 2. lize, poté vedl Piacenzu a také Sassuolo. V další sezoně s ním podepsalo smlouvu prvoligové Chievo. Klub zachránil v soutěži a následující sezonu začal v Palermu, které jej odvolalo již po odvetném utkání v 3. předkole EL na se švýcarským týmem Thunem, které nezvládlo a vypadlo.
V říjnu 2011 nahradil Bisoliho v Boloni. Dovedl tým bez porážky v prvních 8 zápasech roku 2012 a obsadil 9. místo. V další sezoně dovedl tým na 13. místo. V lednu 2014 byl odvolán poté, co zaznamenal 15 bodů v 18 zápasech.
Dne 12. června 2014 se stal trenérem Lazia. V lize dosáhl 3. místa, které znamenalo účast v LM po 8 letech. Také dovedl tým do finále domácího poháru, které prohráli s Juventusem (1:2). Druhá sezona začala porážkou v domácím superpoháru s Juventusem (0:2). V LM prohrál v předkole a hrál tak EL. V lize dotrénoval v dubnu, když jej vedení klubu odvolalo po prohraném utkání s Římem.
V listopadu 2016 byl nahrazen již odvolaného de Boera v Interu. Jenže výsledky byli špatné a v květnu 2017 jej vedení odvolalo. V létě 2017 podepsal smlouvu s Fiorentinou. I když začátek sezony byl špatný, nakonec obsadil 8. místo. V dubnu 2019 po domácí porážce 0:1 proti Frosinone rezignoval.

### Milán
Dne 9. října 2019 byl jmenován novým trenérem Milána, aby nahradil vyhozeného Giampaola. Smlouvu měl do konce sezony, která po dobrých výsledcích dosažených ve druhé polovině sezóny, byla prodloužena. Dovedl tým na 6. místo, která zajistila účast v EL. Sezonu 2020/21 zahájil porážkou v kvalifikaci EL. Odvetné utkání zvládli a postoupili. V lize začali Rossoneri čtyřmi výhry, což byla událost, která se od sezóny 1995/96 nevyskytla. V listopadu 2020 díky venkovní výhře nad Udinese se stal prvním trenérem v historii v klubu, který vedl tým ve 13 po sobě jdoucích zápasech s alespoň dvěma vstřelenými góly. V EL nakonec došel do osmifinále a v lize obsadil 2. místo, která zaručovala účast v LM po 7 letech.
Sezona 2021/22 začal třemi výhrami a remízou v prvních čtyřech kolech. Návrat do LM po 7 letech, ukázal být komplikovaný pro Rossoneri, kteří v šesti zápasech získali pouhé čtyři body, se čtyřmi porážkami, jednou výhrou a jednou remízou. V lize utrpěl první porážku až v 17 kole. V polovině sezony byl na 2. místě za městským rivalem Interem, které v derby porazil 2:1. Nakonec si vedení v tabulce udrželi a mohl se tak s týmem radovat z titulu.
Po zisku titulu podepsal prodloužení smlouvy do roku 2025. Obhajoba titulu nevyšla, ale i tak si díky 4. místu zajistil účast v LM. V LM došel do semifinále, kde byl vyřazen Interem. V další sezoně přivítal do klubu pár zvučných posil a s městským rivalem Interem se v první části ligy bojoval o 1. místo. Jenže derby se prohrálo a také pár zápasů nevyšlo. Již v průběhu sezony byli hlasy o jeho propuštění, ale majitel klubu jej podržel a nakonec vybojoval 2. místo v lize. V evropských pohárech došel do čtvrtfinále EL. Dne 24. května 2024 potvrdil že po sezoně nebude pokračovat na lavičce Rossoneri.

### Al-Nassr
Dne 18. září 2024 se stal trenérem saúdskoarabského Al-Nassru. Uzavřel smlouvu na tři roky za 12 milionů Euro za sezonu.

## Trenérská statistika
| Sezóna               | Klub                 | Liga                 | Liga   | Liga  | Liga   | Liga   | Liga                               | Ligové poháry | Ligové poháry | Ligové poháry | Ligové poháry | Ligové poháry | Ligové poháry    | Kontinentální poháry | Kontinentální poháry | Kontinentální poháry | Kontinentální poháry | Kontinentální poháry | Kontinentální poháry | Celkem | Celkem | Celkem | Celkem |
| Sezóna               | Klub                 | Soutěž               | Zápasy | Výhry | Remízy | Prohry | Umístění                           | Soutěž        | Zápasy        | Výhry         | Remízy        | Prohry        | Úspěch           | Soutěž               | Zápasy               | Výhry                | Remízy               | Prohry               | Úspěch               | Zápasy | Výhry  | Remízy | Prohry |
| -------------------- | -------------------- | -------------------- | ------ | ----- | ------ | ------ | ---------------------------------- | ------------- | ------------- | ------------- | ------------- | ------------- | ---------------- | -------------------- | -------------------- | -------------------- | -------------------- | -------------------- | -------------------- | ------ | ------ | ------ | ------ |
| 2003/04              | Salernitana          | Serie B              | 46     | 14    | 13     | 19     | 17. místo                          | IP            | 5             | 2             | 1             | 2             | -                | -                    | 0                    | 0                    | 0                    | 0                    | -                    | 51     | 16     | 14     | 21     |
| 2004/05              | Modena               | Serie B              | 42     | 16    | 14     | 12     | 7. místo                           | IP            | 3             | 2             | 0             | 1             | -                | -                    | 0                    | 0                    | 0                    | 0                    | -                    | 45     | 18     | 14     | 13     |
| 2005/06              | Modena               | Serie B              | 41     | 17    | 18     | 6      | 5. místo                           | IP            | 1             | 0             | 0             | 1             | -                | -                    | 0                    | 0                    | 0                    | 0                    | -                    | 42     | 17     | 18     | 7      |
| Celkem za Modenu     | Celkem za Modenu     | Celkem za Modenu     | 81+2   | 33+0  | 30+2   | 18+0   | -                                  | -             | 4             | 2             | 0             | 2             | -                | -                    | 0                    | 0                    | 0                    | 0                    | -                    | 87     | 35     | 32     | 20     |
| 2006/07              | Parma                | Serie A              | 22     | 3     | 6      | 13     | propuštěn v dub.                   | IP            | 4             | 1             | 2             | 2             | -                | PU                   | 6                    | 5                    | 0                    | 1                    | -                    | 32     | 9      | 7      | 16     |
| 2007/08              | Grosseto             | Serie B              | 39     | 10    | 19     | 10     | 13. místo                          | IP            | 0             | 0             | 0             | 0             | -                | -                    | 0                    | 0                    | 0                    | 0                    | -                    | 39     | 10     | 19     | 10     |
| 2008/09              | Piacenza             | Serie B              | 42     | 14    | 13     | 15     | 10. místo                          | IP            | 1             | 0             | 0             | 1             | -                | -                    | 0                    | 0                    | 0                    | 0                    | -                    | 43     | 14     | 13     | 16     |
| 2009/10              | Sassuolo             | Serie B              | 44     | 18    | 16     | 10     | 4. místo                           | IP            | 3             | 2             | 0             | 1             | -                | -                    | 0                    | 0                    | 0                    | 0                    | -                    | 47     | 20     | 16     | 11     |
| 2010/11              | Chievo               | Serie A              | 38     | 11    | 13     | 14     | 11. místo                          | IP            | 3             | 2             | 0             | 1             | -                | -                    | 0                    | 0                    | 0                    | 0                    | -                    | 41     | 13     | 13     | 15     |
| 2011/12              | Palermo              | Serie A              | 0      | 0     | 0      | 0      | propuštěn v srp.                   | IP            | 0             | 0             | 0             | 0             | -                | EL                   | 2                    | 0                    | 2                    | 0                    | -                    | 2      | 0      | 2      | 0      |
| 2011/12              | Boloňa               | Serie A              | 33     | 13    | 11     | 9      | nastoupil v říj., 9. místo         | IP            | 2             | 1             | 0             | 1             | -                | -                    | 0                    | 0                    | 0                    | 0                    | -                    | 35     | 14     | 11     | 10     |
| 2012/13              | Boloňa               | Serie A              | 38     | 11    | 11     | 16     | 13. místo                          | IP            | 4             | 3             | 0             | 1             | -                | -                    | 0                    | 0                    | 0                    | 0                    | -                    | 42     | 14     | 11     | 17     |
| 2013/14              | Boloňa               | Serie A              | 18     | 3     | 6      | 9      | propuštěn v led.                   | IP            | 2             | 1             | 0             | 1             | -                | -                    | 0                    | 0                    | 0                    | 0                    | -                    | 20     | 4      | 6      | 10     |
| Celkem za Boloňu     | Celkem za Boloňu     | Celkem za Boloňu     | 89     | 27    | 28     | 34     | -                                  | -             | 8             | 5             | 0             | 3             | -                | -                    | 0                    | 0                    | 0                    | 0                    | -                    | 97     | 32     | 28     | 37     |
| 2014/15              | Lazio                | Serie A              | 38     | 21    | 6      | 11     | Bronzová medaile                   | IP            | 7             | 5             | 1             | 1             | Stříbrná medaile | -                    | 0                    | 0                    | 0                    | 0                    | -                    | 45     | 26     | 7      | 12     |
| 2015/16              | Lazio                | Serie A              | 31     | 9     | 11     | 16     | propuštěn v dub.                   | IP+IS         | 2+1           | 1+0           | 0+0           | 1+1           | -                | LM+EL                | 2+10                 | 1+5                  | 0+4                  | 1+1                  | -                    | 46     | 18     | 13     | 15     |
| Celkem za Lazio      | Celkem za Lazio      | Celkem za Lazio      | 69     | 32    | 15     | 22     | -                                  | -             | 10            | 6             | 1             | 3             | -                | -                    | 12                   | 6                    | 4                    | 2                    | -                    | 91     | 44     | 20     | 27     |
| 2016/17              | Inter                | Serie A              | 23     | 12    | 3      | 8      | nastoupil v lis., propuštěn v kvě. | IP            | 2             | 1             | 0             | 1             | -                | EL                   | 2                    | 1                    | 0                    | 1                    | -                    | 27     | 14     | 3      | 10     |
| 2017/18              | Fiorentina           | Serie A              | 38     | 16    | 9      | 13     | 8. místo                           | IP            | 2             | 1             | 0             | 1             | -                | -                    | 0                    | 0                    | 0                    | 0                    | -                    | 40     | 17     | 9      | 14     |
| 2018/19              | Fiorentina           | Serie A              | 31     | 8     | 15     | 8      | propuštěn v dub.                   | IP            | 3             | 2             | 1             | 0             | -                | -                    | 0                    | 0                    | 0                    | 0                    | -                    | 34     | 10     | 16     | 8      |
| Celkem za Fiorentinu | Celkem za Fiorentinu | Celkem za Fiorentinu | 69     | 24    | 24     | 21     | -                                  | -             | 5             | 3             | 1             | 1             | -                | -                    | 0                    | 0                    | 0                    | 0                    | -                    | 74     | 27     | 45     | 22     |
| 2019/20              | Milán                | Serie A              | 31     | 16    | 9      | 6      | nastoupil v říj.,6. místo          | IP            | 4             | 2             | 2             | 0             | semifinále       | -                    | 0                    | 0                    | 0                    | 0                    | -                    | 35     | 18     | 11     | 6      |
| 2020/21              | Milán                | Serie A              | 38     | 24    | 7      | 7      | Stříbrná medaile                   | IP            | 2             | 0             | 1             | 1             | -                | EL                   | 13                   | 6                    | 5                    | 2                    | -                    | 53     | 30     | 13     | 10     |
| 2021/22              | Milán                | Serie A              | 38     | 26    | 8      | 4      |                                    | IP            | 4             | 2             | 1             | 1             | semifinále       | LM                   | 6                    | 1                    | 1                    | 4                    | -                    | 48     | 29     | 10     | 9      |
| 2022/23              | Milán                | Serie A              | 38     | 20    | 10     | 8      | 4. místo                           | IP+IS         | 1+1           | 0             | 0             | 1+            | nic+             | LM                   | 12                   | 5                    | 3                    | 4                    | Semifinále           | 52     | 25     | 13     | 14     |
| 2023/24              | Milán                | Serie A              | 38     | 22    | 9      | 7      | Stříbrná medaile                   | IP            | 2             | 1             | 0             | 1             | -                | LM+EL                | 6+6                  | 2+3                  | 2+0                  | 2+3                  | -                    | 52     | 28     | 11     | 13     |
| Celkem za Milán      | Celkem za Milán      | Celkem za Milán      | 183    | 108   | 43     | 32     | -                                  | -             | 14            | 5             | 4             | 4             | -                | -                    | 43                   | 17                   | 11                   | 15                   | -                    | 240    | 130    | 58     | 52     |
| 2024/25              | Al-Nassr             | SPL                  | 31     | 20    | 5      | 6      | nastoupil v září,                  | SAP           | 2             | 1             | 0             | 1             | -                | ALM                  | 11                   | 7                    | 2                    | 2                    | Semifinále           | 44     | 28     | 7      | 9      |
| 2025/26              | Fiorentina           | Serie A              | ?      | ?     | ?      | ?      | ?. místo                           | IP            | ?             | ?             | ?             | ?             | -                | KL                   | ?                    | ?                    | ?                    | ?                    | -                    | ?      | ?      | ?      | ?      |
| Celkově              | Celkově              | Celkově              | 778    | 326   | 230    | 222    | -                                  | -             | 59            | 30            | 8             | 21            | -                | -                    | 76                   | 36                   | 19                   | 21                   | -                    | 915    | 392    | 257    | 266    |

## Trenérské úspěchy

### Klubové
- vítěz 1. italské ligy (1x)

Milán: 2021/22

### Individuální
- 1× nejlepší trenér ligy (2021/22)
- 1× nejlepší italský trenér (2022)